# Jean-François Clervoy
Jean-François Clervoy (ur. 19 listopada 1958 w Longeville-lès-Metz) – francuski inżynier i astronauta.

## Życiorys
W 1976 ukończył studia na Collège Militaire de Saint Cyr l’Ecole, w 1981 uzyskał dyplom z matematyki w Prytanée Militaire w La Flèche oraz ukończył École polytechnique, a w 1987 ukończył studia na École nationale supérieure de l'aéronautique et de l'espace w Tuluzie. W 1983 związał się z Francuską Agencją Kosmiczną, pracował tam przy systemie autopilota. 9 września 1985 został kandydatem na astronautę, przechodził szkolenie oraz uczył się języka rosyjskiego. W 1991 szkolił się w Centrum Wyszkolenia Kosmonautów im. J. Gagarina w Zwiozdnym gorodoku z systemów statków kosmicznych Sojuz i stacji kosmicznej Mir. W 1992 dołączył do grupy astronautów w Europejskim Centrum Astronautycznym (Europäisches Astronautenzentrum) w Kolonii, jednak w sierpniu 1992 został z niej wyłączony i skierowany do Centrum Lotów Kosmicznych imienia Lyndona B. Johnsona w Houston w Teksasie. Od 3 do 14 listopada 1994 jako specjalista misji brał udział w misji STS-66 trwającej 10 dni, 22 godziny i 34 minuty. Od 15 do 24 maja 1997 był specjalistą misji STS-84 trwającej 9 dni, 5 godzin i 20 minut. Trzecią jego misją była STS-103 od 20 do 28 grudnia 1999 trwająca 7 dni, 23 godziny i 10 minut.
Łącznie spędził w kosmosie 28 dni, 3 godziny i 4 minuty. Jest oficerem Legii Honorowej i kawalerem Narodowego Orderu Zasługi.
Stowarzyszenie Uczestników Lotów Kosmicznych (Association of Space Explorers) przyznało mu Universal Astronaut Insignia za lot orbitalny (nr 319).